# 小行星23882
小行星23882（23882 Fredcourant）是一颗绕太阳运转的小行星，为主小行星带小行星。该小行星于1998年9月发现。

## 轨道参数
小行星23882的轨道半长轴为448 676 445 km（2.9991741 UA），离心率为0.148。